# Marc Canini Rèbil
Marc Canini Rèbil (en llatí: Marcus Caninius Rebilus) va ser un polític romà del segle ii aC. Pertanyia a la gens Canínia, una família d'origen plebeu, i probablement era germà del pretor Gai Canini Rèbil.
El senat el va enviar al Regne de Macedònia l'any 171 aC juntament amb Marc Fulvi Flac per obrir una investigació sobre la manca d'èxits dels exèrcits romans en la guerra que lliuraven contra Perseu de Macedònia. Va tornar a Macedònia l'any 167 aC, quan va ser un dels tres ambaixadors nomenats pel senat per a retornar els ostatges al rei dels odrisis Cotis III.